# Gambrinus liga 2001/2002
Sezóna 2001/02 Gambrinus ligy byla 9. sezónou v samostatné české lize. Začala 28. července 2001 a skončila 10. května 2002.

## Konečná tabulka
Zdroj:
| Poř. | Tým                      | Z  | V  | R  | P  | VG | OG | B  |
| ---- | ------------------------ | -- | -- | -- | -- | -- | -- | -- |
| 1.   | FC Slovan Liberec        | 30 | 19 | 7  | 4  | 55 | 26 | 64 |
| 2.   | AC Sparta Praha (C)      | 30 | 20 | 3  | 7  | 55 | 19 | 63 |
| 3.   | FK Viktoria Žižkov       | 30 | 19 | 6  | 5  | 42 | 20 | 63 |
| 4.   | FC Bohemians Praha       | 30 | 14 | 6  | 10 | 40 | 35 | 48 |
| 5.   | SK Slavia Praha (P)      | 30 | 12 | 11 | 7  | 45 | 34 | 47 |
| 6.   | FC Baník Ostrava         | 30 | 12 | 8  | 10 | 43 | 36 | 44 |
| 7.   | FK Teplice               | 30 | 12 | 5  | 13 | 37 | 41 | 41 |
| 8.   | 1. FC Stavo Artikel Brno | 30 | 10 | 10 | 10 | 34 | 42 | 40 |
| 9.   | FK Jablonec 97           | 30 | 10 | 10 | 10 | 35 | 33 | 40 |
| 10.  | SK Sigma Olomouc         | 30 | 9  | 10 | 11 | 29 | 31 | 37 |
| 11.  | 1. FC Synot              | 30 | 10 | 6  | 14 | 31 | 38 | 36 |
| 12.  | SK Hradec Králové (N)    | 30 | 9  | 8  | 13 | 28 | 42 | 35 |
| 13.  | FC Marila Příbram        | 30 | 9  | 7  | 14 | 27 | 39 | 34 |
| 14.  | FK Chmel Blšany          | 30 | 8  | 5  | 17 | 35 | 51 | 29 |
| 15.  | 1. FK Drnovice           | 30 | 7  | 5  | 18 | 31 | 45 | 26 |
| 16.  | SFC Opava (N)            | 30 | 5  | 3  | 22 | 23 | 58 | 18 |

Poznámky:
- Z = Odehrané zápasy; V = Vítězství; R = Remízy; P = Prohry; VG = Vstřelené góly; OG = Obdržené góly; B = Body
- (C) = obhájce mistrovského titulu, (P) = vítěz Českého poháru, (N) = nováček (minulou sezónu hrál nižší soutěž a postoupil)

|  | Postup do předkola Ligy mistrů 2002/03 |
|  | Postup do předkola Ligy mistrů 2002/03 |
|  | Postup do Poháru UEFA 2002/03          |
|  | Postup do Poháru Intertoto 2002        |
|  | Sestup do 2. ligy 2002/03              |
|  | Sestup do 3. ligy 2002/03              |

## Soupisky mužstev
- V závorce za jménem je uveden počet utkání a branek, u brankářů ještě počet čistých kont

### FC Slovan Liberec
Antonín Kinský (30/0/13) –
Pavel Čapek (25/0),
Baffour Gyan (20/4),
Ivan Hodúr (20/0),
Miroslav Holeňák (25/1),
Tomáš Janů (28/1),
Petr Johana (30/5),
Roman Jůn (23/1),
Lukáš Killar (5/0),
Václav Koloušek (26/6),
Vladimír Kožuch (11/1),
Tomáš Kučera (2/0),
David Langer (29/0),
Petr Lukáš (19/3),
Martin Morávek (2/0),
Robert Neumann (11/0),
Jan Nezmar (30/14),
Petr Papoušek (6/0),
Bohuslav Pilný (20/1),
Miroslav Slepička (2/0),
Jiří Štajner (29/15),
Jozef Valachovič (2/0),
Martin Zbončák (14/1) –
trenér Ladislav Škorpil, asistenti Josef Petřík (1.–9. kolo), Josef Csaplár (10.–30. kolo) a Martin Hřídel

### AC Sparta Praha
Jaromír Blažek (3/0/1),
Petr Čech (27/0/17),
Michal Špit (1/0/0) –
Peter Babnič (4/0),
Lubomír Blaha (7/0),
Tomáš Čížek (11/2),
Jan Flachbart (17/0),
Zdeněk Grygera (21/1),
Lukáš Hartig (11/3),
Martin Hašek (14/0),
Radim Holub (17/9),
Martin Horák (8/0),
Tomáš Hübschman (27/0),
Jiří Jarošík (27/6),
Tomáš Jun (9/3),
Marek Kincl (20/7),
Martin Klein (3/0),
Vladimír Labant (16/2),
Lazzaro Liuni (1/1),
Roman Lengyel (3/0),
Vladimír Malár (7/0),
Pavel Mareš (10/1),
Rastislav Michalík (26/0),
Radek Mynář (3/0),
Jiří Novotný (26/3),
Josef Obajdin (7/1),
Petr Papoušek (10/3),
Libor Sionko (28/8),
Radek Slončík (6/0),
Radek Šírl (1/0),
Vítězslav Tuma (6/1),
Pavel Zavadil (9/0),
Lukáš Zelenka (26/1) –
trenér Jaroslav Hřebík (1.–24. kolo) a Vítězslav Lavička (25.–30. kolo), asistenti Vítězslav Lavička, Jan Stejskal a Ivan Šlehobr (17.–30. kolo)

### FK Viktoria Žižkov
Petr Pižanowski (30/0/14) –
Jan Buryán (22/1),
Richard Frank (2/0),
Tomáš Hunal (28/2),
Kennedy Chihuri (29/3),
Roman Janoušek (24/2),
Maroš Klimpl (12/0),
Jaroslav Lindenthal (2/0),
Miroslav Mikulík (28/0),
Antonín Mlejnský (29/1),
Jan Novotný (3/0),
Tomáš Oravec (10/3),
Aleš Pikl (27/7),
Michal Pospíšil (29/5),
Jiří Sabou (29/6),
Luděk Stracený (24/3),
Michal Ščasný (21/1),
Miroslav Šebesta (28/3),
Michal Šmarda (26/4),
Jiří Vávra (10/0) –
trenér Zdeněk Ščasný, asistenti Jaroslav Šilhavý a Milan Sova

### CU Bohemians Praha
Kamil Čontofalský (30/0/11) –
Libor Baláž (25/5),
David Čep (6/0),
Václav Činčala (12/1),
Karel Doležal (1/0),
Ivan Dvořák (23/2),
Vlastimil Grombíř (4/0),
Lukáš Hartig (6/2),
Martin Horák (19/5),
Libor Janáček (29/0),
Karol Kisel (26/2),
Martin Kolář (11/1),
David Kotrys (5/0),
David Kříž (12/3),
Pavel Kulig (26/2),
Pavel Mareš (16/1),
Kamil Matuszny (7/0),
Marcel Melecký (28/3),
Miroslav Obermajer (19/0),
Martin Opic (4/0),
Michal Petrouš (22/3),
Daniel Rygel (4/0),
Ondřej Szabo (2/0),
Zdeněk Šenkeřík (24/6),
Radek Šírl (18/1),
Bohuslav Šnajdr (17/1),
Michal Valenta (15/0),
Ondřej Zapoměl (2/0) –
trenér Vlastimil Petržela (1.–27. kolo) a Vladimír Borovička (28.–30. kolo), asistenti Vladimír Borovička, Antonín Panenka a Ladislav Bilák

### SK Slavia Praha
Radek Černý (16/0/7),
Michal Václavík (14/0/2) –
Richard Dostálek (27/5),
Lukáš Došek (21/0),
Tomáš Došek (29/9),
Patrik Gedeon (27/1),
Filip Herda (4/0),
Tomáš Hrdlička (17/0),
Martin Hyský (5/0),
David Kalivoda (1/0),
Ján Kozák (10/0),
Luboš Kozel (8/0),
Tomáš Kuchař (25/1),
Pavel Kuka (10/6),
Marcel Lička (6/0),
Martin Müller (19/1),
Pavel Novotný (5/0),
Adam Petrouš (26/4),
Karel Piták (14/1),
Goran Sankovič (16/0),
Lumír Sedláček (15/2),
Rudolf Skácel (12/3),
Filip Stibůrek (6/1),
Jan Suchopárek (8/0),
Ivo Svoboda (11/1),
Tomáš Šilhavý (7/0),
Darko Šuškavčević (12/1),
Petr Švancara (18/0),
Ivo Táborský (1/0),
Štěpán Vachoušek (9/2),
Luděk Zelenka (17/6) –
trenér Josef Pešice (1.–16. kolo) a Miroslav Beránek (17.–30. kolo), asistenti Dušan Uhrin ml. a Miroslav Šafařík (1.–16. kolo), Pavel Trávník a Jan Netscher (17.–30. kolo)

### FC Baník Ostrava
Jan Laštůvka (24/0/7),
Martin Raška (4/0/0),
Kamil Susko (4/0/1) –
Milan Baroš (15/11),
Aleš Besta (1/0),
Pavel Besta (29/0),
Petr Bílek (9/0),
René Bolf (30/6),
David Bystroň (23/0),
Bronislav Červenka (20/2),
Peter Drozd (16/2),
Josef Dvorník (12/0),
Rostislav Kiša (8/0),
Lubomír Kubica (7/0),
Radoslav Látal (10/1),
Martin Lukeš (27/3),
Miroslav Matušovič (28/2),
Michal Papadopulos (1/0),
Petr Papoušek (5/0),
Zdeněk Pospěch (29/1),
Martin Prohászka (27/7),
Václav Svěrkoš (22/0),
Martin Sviták (8/1),
Marek Špilár (7/0),
Petr Veselý (14/0),
Libor Žůrek (27/5) –
trenér Jozef Jarabinský, asistenti Erich Cviertna a Pavol Michalík

### FK Teplice
Radomír Havel (7/0/2),
Tomáš Poštulka (23/0/7) –
Radek Divecký (25/10),
Karel Doležal (5/0),
Michal Doležal (18/1),
Zdenko Frťala (29/0),
Martin Frýdek (4/0),
Damir Grlić (9/0),
Svatopluk Habanec (1/0),
Roman Harvatovič (5/0),
Pavel Horváth (13/1),
Miroslav Jirka (15/0),
Martin Klein (1/0),
Michal Kolomazník (19/1),
Tomáš Kukol (29/1),
Vladimír Leitner (19/1),
Roman Lengyel (10/0),
Michal Obrtlík (1/0),
Pavol Piatka (3/0),
Miroslav Rada (14/0),
Zbyněk Rampáček (27/3),
Róbert Semeník (5/0),
Martin Sigmund (4/1),
Jiří Skála (17/1),
Marek Smola (1/0),
Petr Strouhal (5/0),
Dušan Tesařík (25/2),
Štěpán Vachoušek (20/2),
Pavel Verbíř (21/7),
Petr Voříšek (29/3),
Luděk Zelenka (11/3) –
trenér Dušan Uhrin (1.–13. kolo) a František Cipro (14.–30. kolo), asistenti Jan Poštulka, Svatopluk Habanec a František Straka (25.–30. kolo)

### FC Stavo Artikel Brno
Luboš Přibyl (21/0/6),
Radim Vlasák (9/0/0) –
Petr Baštař (16/0),
Michal Belej (2/0),
Marcel Cupák (17/1),
Libor Došek (24/6),
Roman Drga (13/0),
Lukáš Jiříkovský (14/1),
Miroslav Kadlec (24/2),
Martin Kotůlek (21/3),
Miloš Krško (9/0),
Patrik Křap (3/0),
Petr Křivánek (29/0),
Milan Macík (6/0),
Petr Musil (28/0),
Tomáš Návrat (9/0),
Milan Pacanda (29/13),
Jaromír Paciorek (5/0),
Jan Palinek (4/0),
Jan Polák (14/0),
Aleš Schuster (7/0),
Pavel Šustr (20/3),
Zdeněk Valnoha (29/3),
Martin Zbončák (15/0),
Marek Zúbek (27/0),
Martin Živný (24/1) –
trenér Karel Večeřa, asistenti Bohumil Smrček, Rostislav Horáček a Petr Maléř

### FK Jablonec 97
Petr Kouba (19/0/7),
Tomáš Lovásik (11/0/4) –
Milan Barteska (15/1),
Tomáš Čáp (11/0),
Tomáš Čížek (14/2),
Ondřej Herzán (26/2),
Jiří Homola (23/2),
Richard Hrotek (21/2),
Pavel Jirousek (22/0),
Tomáš Jun (7/1),
Michal Kordula (8/0),
Radim König (24/0),
Tomáš Kučera (2/0),
Josef Laštovka (18/2),
Jiří Mašek (27/9),
Marek Matějovský (4/0),
Tomáš Michálek (30/3),
Jiří Novák (21/0),
Martin Petráš (29/3),
Michal Seman (11/3),
David Střihavka (4/0),
Jiří Svojtka (16/0),
Miroslav Vodehnal (22/3),
Jozef Weber (27/2),
Jan Zelenka (6/0) –
trenér Vlastimil Palička, asistenti Jiří Fiala a Radim Straka

### SK Sigma Olomouc
Martin Vaniak (30/0/11) –
David Čep (3/0),
Jiří Gába (6/0),
Tomáš Glos (1/0),
Pavel Hapal (9/1),
Aleš Chmelíček (1/0),
David Kobylík (28/0),
David Kotrys (13/0),
Radoslav Kováč (23/0),
Ivo Krajčovič (16/0),
Jiří Krohmer (3/0),
Radim Kučera (20/1),
Miroslav Laštůvka (1/0),
Radoslav Látal (15/1),
Josef Mucha (23/2),
Petr Novosad (6/0),
Ľubomír Reiter (20/8),
David Rojka (16/0),
David Rozehnal (28/1),
Patrik Siegl (27/5),
Michal Spáčil (5/1),
Radek Špiláček (25/0),
Marek Špilár (8/0),
Lubomír Štrbík (5/0),
Aleš Urbánek (20/1),
Stanislav Vlček (30/7),
Martin Vyskočil (4/0),
Pavel Zbožínek (14/0),
Luděk Zdráhal (9/0) –
trenér Leoš Kalvoda (1.–11. kolo), Jiří Vaďura (12.–22. kolo) a Bohumil Páník (23.–30. kolo), asistenti Jiří Vaďura, Jiří Vít a Oldřich Machala (12.–22. kolo)

### 1. FC SYNOT
Petr Drobisz (25/0/6),
Miroslav Ondrůšek (6/0/1) –
Martin Abraham (17/0),
Lubomír Blaha (14/6),
Libor Bosák (1/0),
Radek Buchta (5/0),
Václav Činčala (18/2),
Roman Dobeš (9/0),
Miroslav Hlahůlek (11/0),
Alexander Homér (26/0),
Michal Kadlec (1/0),
Pavol Kopačka (5/1),
Jiří Kowalík (23/5),
Radim Krupník (11/1),
Petr Lysáček (1/0),
Vladimír Malár (15/3),
Michal Meduna (26/3),
Tomáš Mica (11/1),
Jan Míl (2/0),
Pavel Němčický (30/1),
Jan Palinek (11/0),
Tomáš Polách (25/3),
Lubomír Průdek (6/0),
Lukáš Rohovský (1/0),
Dalibor Slezák (12/0),
Petr Slončík (5/1),
Libor Soldán (14/1),
Veliče Šumulikoski (13/0),
Jan Trousil (11/1),
Tomáš Vajda (26/2),
Roman Veselý (26/0),
Libor Zapletal (5/0) –
trenér František Komňacký (1.–16. kolo) a Dušan Radolský (17.–30. kolo), asistent František Mikulička (1.–16. kolo) a Radek Rabušic (17.–30. kolo)

### SK Hradec Králové
Karel Novotný (6/0/2),
Karel Podhajský (23/0/11),
Martin Svoboda (1/0/0) –
Martin Barbarič (3/0),
Vladimír Blüml (1/0),
Tomáš Bouška (18/1),
Pavel Černý (23/1),
Pavel Černý (1/0),
Pavel Dapecí (10/0),
Jaroslav Dvořák (6/1),
David Homoláč (23/0),
Roman Juračka (22/0),
David Kalousek (20/0),
Filip Klapka (22/3),
Miloslav Kordule (8/0),
Pavel Košťál (2/0),
Jan Kraus (14/1),
David Kříž (13/2),
Pavel Kubeš (25/0),
Michal Lesák (25/1),
Pavel Lukáš (10/0),
Martin Merganc (1/0),
Jaroslav Moník (2/0),
Vítězslav Mooc (8/0),
Karel Piták (14/2),
Adrian Rolko (9/0),
Aleš Ryška (2/0),
Lumír Sedláček (10/0),
Rudolf Skácel (18/6),
Ondřej Szabo (6/0),
Martin Vozábal (12/4),
Miroslav Zemánek (26/1),
David Zoubek (30/4) –
trenér Petr Uličný, asistenti Martin Černík a Luděk Jelínek

### FC Marila Příbram
Jaromír Blažek (22/0/8),
Michal Čaloun (8/0/1),
Radek Sňozík (1/0/0) –
Radek Čížek (21/2),
Tomáš Fenyk (1/0),
René Formánek (1/0),
Luis Fabio Gomes (6/0),
Václav Janů (6/0),
Lukáš Jarolím (28/2),
Aleš Kočí (1/0),
Radek Krejčík (26/0),
Tomáš Kučera (26/0),
Marek Kulič (24/2),
Michal Macek (6/0),
Marcel Mácha (28/1),
Marek Mucha (2/0),
Josef Němec (11/0),
Róbert Novák (23/0),
Rudolf Otepka (26/3),
Pavel Pergl (6/1),
Petr Podzemský (10/1),
Jan Riegel (19/0),
Jiří Rychlík (28/1),
Horst Siegl (30/11),
Miroslav Slepička (19/0),
Daniel Šmejkal (24/0),
Michal Štefančík (2/0),
Tomáš Zápotočný (4/0),
Jan Zušťák (4/1) –
trenér Jiří Kotrba, asistenti Robert Žák, František Kopač a Josef Csaplár (1. až 9. kolo)

### FK Chmel Blšany
Aleš Chvalovský (21/0/5),
Michal Maršálek (2/0/0),
Tomáš Obermajer (7/0/0) –
Pavel Bartoš (2/0),
Jakub Bureš (13/0),
Pavel Devátý (18/1),
Václav Drobný (21/0),
Roman Hogen (17/8),
Tomáš Janda (6/1),
Jindřich Jirásek (7/0),
David Kalivoda (14/0),
František Koubek (12/2),
Radim Laibl (1/0),
Marcel Lička (9/1),
David Müller (6/1),
Martin Pazdera (20/0),
Tomáš Pešír (25/0),
Lukáš Pleško (12/1),
Tomáš Rambous (1/0),
David Sourada (27/6),
Jiří Sýkora (15/0),
Radek Šelicha (28/4),
Karel Tichota (25/0),
Miroslav Tóth (6/1),
Jan Velkoborský (29/1),
Petr Vladyka (7/1),
Jan Vorel (26/0),
Luboš Zákostelský (17/2),
Ivo Zbožínek (14/1),
Jan Žemlík (6/4) –
trenér Miroslav Beránek (1.–13. kolo) a Günter Bittengel (14.–30. kolo), asistenti Günter Bittengel a Jiří Sedláček

### 1. FK Drnovice
Ladislav Kollár (3/0/0),
Martin Pařízek (11/0/3),
Jindřich Skácel (16/0/3) –
Jiří Adamec (12/1),
Jiří Birhanzl (4/0),
Erich Brabec (16/0),
Vladimír Čáp (20/0),
René Formánek (20/0),
Jiří Gába (9/0),
Roman Gibala (20/0),
Luis Fabio Gomes (23/9),
David Hodinář (8/0),
Pavel Holub (5/0),
Vlastimil Chytrý (1/0),
Gökmen Kore (3/0),
Stanislav Kučera (5/0),
Edvard Lasota (23/5),
Michal Macek (6/0),
Fotis Maniatis (5/0),
Josef Měřínský (1/0),
Josef Němec (14/0),
Pavel Pergl (14/2),
Tomáš Randa (24/0),
Jan Riegel (4/1),
Róbert Semeník (3/0),
Jaroslav Schindler (28/0),
Dušan Sninský (12/0),
Jiří Šíma (16/0),
Martin Švestka (2/0),
Vítězslav Tuma (19/9),
Martin Vavřík (6/0),
Radomír Víšek (10/0),
Jiří Vorlický (2/0),
Tomáš Zápotočný (4/0),
Pavel Zavadil (12/1),
Petr Zemánek (18/2) –
trenér Karel Jarůšek (1.–24. kolo) a Josef Mazura (25.–30. kolo), asistenti Josef Mazura a Josef Hron

### Slezský FC Opava
Vít Baránek (23/0/1),
Ivo Schmucker (6/0/1),
Petr Vašek (1/0/0) –
Jan Baránek (19/3),
Zdeněk Bečka (11/0),
Aleš Broulík (5/1),
Lukáš Černín (15/1),
Jaroslav Černý (28/2),
Jaroslav Diepold (20/1),
David Gill (8/0),
Adrián Guľa (24/1),
Michal Hampel (18/2),
Pavel Harazim (19/0),
Jakub Hlaváč (1/0),
Marek Hošťálek (4/0),
Radek Jašek (9/0),
Jaroslav Kolínek (9/1),
Daniel Kutty (25/1),
František Metelka (21/1),
David Mikula (15/0),
Radek Onderka (15/1),
Zdeněk Pospěch (11/0),
Zdeněk Raida (2/0),
Aleš Rozsypal (26/3),
Michal Schreier (1/0),
Ladislav Suchánek (30/4),
Michal Šlachta (16/1),
Ondřej Švejdík (20/0),
Tomáš Vychodil (11/0) –
trenér Bohuš Keler (1.–9. kolo) a Miroslav Mentel (10.–30. kolo), asistenti Miroslav Mentel a Jiří Berousek (10.–30. kolo)